# Sparnopolius leucopygus
Sparnopolius leucopygus är en tvåvingeart som först beskrevs av Wulp 1885.  Sparnopolius leucopygus ingår i släktet Sparnopolius och familjen svävflugor. Inga underarter finns listade i Catalogue of Life.